# Battaglia di Coo
La battaglia di Coo fu uno degli avvenimenti più importanti, insieme alla battaglia di Rodi e di Lero, della campagna del Dodecaneso.
Gli italiani, che dopo l'armistizio di Cassibile avevano deciso di rimanere fedeli al re Vittorio Emanuele III, ricevettero aiuti inglesi per respingere le forze della Wehrmacht che volevano impossessarsi dell'isola, strategicamente importante perché in essa si trovava un campo d'aviazione da cui gli aerei potevano alzarsi in volo e coprire tutto lo scacchiere del Dodecaneso. La resistenza offerta fu comunque scarsa e in due giorni i tedeschi completarono la conquista dell'isola.

## Storia

### Forze in campo

#### Italia
Gli italiani, al momento dell'armistizio, avevano nell'isola:
- il 10º reggimento di fanteria della 50ª divisione "Regina", meno una o due compagnie, e altre sezioni di artiglieria, per un totale di circa 4 000 uomini comandati dal colonnello Felice Leggio;
- tre stazioni di vedetta della marina;
- quattro aerei efficienti (due M.C.202, un G.50 e un C.R.42) e due piloti della Regia Aeronautica, schierati ad Antimachia e facenti parte di una sezione distaccata della 396ª squadriglia da caccia, stanziata a Rodi[2]. Non esisteva difesa contraerea.

In data 12 luglio 1943 come da ultimo rapporto del capitano Mauri comandante dell'aeroporto di Antimachia  erano presenti 125 uomini di truppa e graduati, 6 sottufficiali e 7 ufficiali. Come armi antiaeree vi erano due sezioni da 20 mm e 4 mitragliatrici Fiat 35.

#### Regno Unito
Il 10 settembre arrivarono due ufficiali inglesi, seguiti il 13 dal colonnello L.F.R. Kenyon (che divenne il capo militare dell'isola) insieme ad altri due ufficiali e 45 commando; il 14 due Beaufighter lasciarono il maggiore George Jellicoe (lo stesso che si era paracadutato a Rodi e che combatterà a Lero) e una squadra di segnalatori addetta alle comunicazioni visive, dopodiché ripartirono. Quando tutti i rinforzi arrivarono nell'isola il presidio inglese era così composto:
- sei Spitfire e tre C-47 della SAAF atterrati il 14 settembre;
- reparti del genio militare della RAF con il compito di rendere efficiente la base aeronautica, che versava al momento in condizioni di eccessiva trascuratezza, e di costruirne una nuova nella costa nord;
- 170 paracadutisti;
- 24 cannoni Bofors da 40 mm per la difesa antiaerea;
- 1 300 militari divisi in un battaglione del reggimento Durham Light Infantry e una compagnia di soldati indiani.

#### Germania

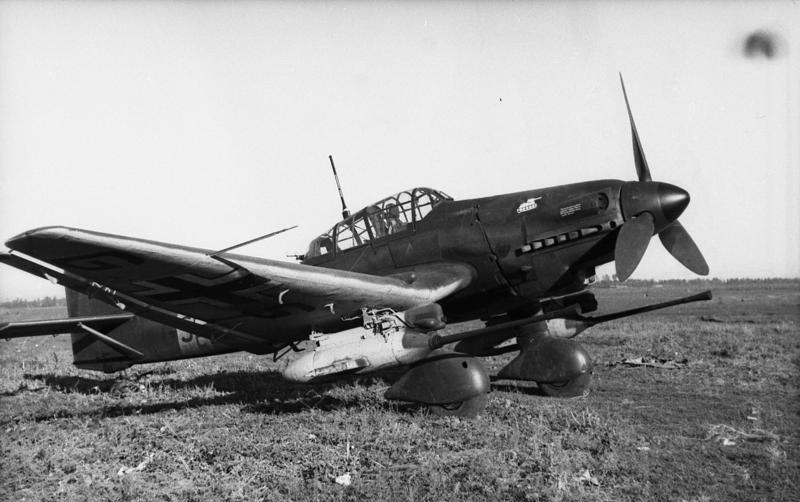
Uno Junkers Ju 87G-1

Prima dell'armistizio all'aeroporto di Antimachia erano dislocati qualche decina di militari tedeschi che aspettavano l'invio di aerei da parte della Luftwaffe, ma vennero presi prigionieri dagli italiani.
Il generale Friedrich-Wilhelm Müller, lo stesso che condurrà le operazioni a Lero, era a capo dei circa 1 000 uomini appartenenti alla 22. Luftlande Infanterie-Division (22ª divisione di fanteria aviotrasportata) e alla Brandenburg che dovevano invadere l'isola seguendo i piani dell'operazione Eisbär (orso polare), appoggiati da mortai e autoblindo.
Il supporto aereo ravvicinato era garantito dagli Junkers Ju 87 "Stuka" della Luftwaffe.

### Avvenimenti antecedenti lo sbarco tedesco
Il 10 settembre un pilota italiano, sottotenente Giuseppe Morganti, abbatté un bombardiere tedesco Heinkel He 111. In risposta la Luftwaffe colpì il giorno successivo la base aerea distruggendo due aerei rendendone inservibile un terzo. Nei giorni seguenti gli aviatori tedeschi intensificarono i voli di guerra sopra l'isola distruggendo gli ultimi aerei italiani rimasti e le due piste di atterraggio appena approntate dagli uomini della RAF.
Il 1º ottobre fu avvistato nell'Egeo un convoglio di navi tedesche che i cacciatorpediniere inglesi non riuscirono ad intercettare per mancanza di carburante, e il comando inglese di Coo non fu avvisato perché si riteneva che il convoglio fosse diretto a Rodi. In realtà il gruppo di imbarcazioni navigava per Coo, i cui difensori dunque non sospettavano nulla.

### L'operazione Eisbär
Il 3 ottobre l'operazione Eisbär ebbe inizio con i primi sbarchi divisi in tre gruppi (uno diretto verso la cittadina di Coo, uno verso il vicino Capo Foca, e uno nella costa sud) appoggiati al contempo da un lancio di paracadutisti sopra l'aeroporto di Antimachia.
Il gruppo a nord venne costretto dal tiro delle batterie costiere italiane a cambiare punto di sbarco, ma i paracadutisti e gli altri due gruppi di soldati non incontrarono difficoltà a neutralizzare i cannoni costieri o contraerei, anche perché, come scritto nel precedente paragrafo, gli anglo-italiani erano stati colti di sorpresa e identificarono solo all'ultimo momento le navi in arrivo come unità tedesche. I difensori opposero in qualche caso una tenace resistenza, come dimostra l'azione dei 200 uomini agli ordini del tenente Franco di Giovanni che rifiutò la resa offerta dai tedeschi e continuò a combattere fino a quando non esaurirono le munizioni, ma nella maggioranza dei casi la resistenza offerta fu bassa o nulla, anche perché gli inglesi, autorizzati dal loro comandante, iniziarono ad evacuare l'isola sin dal pomeriggio.
In un solo giorno i tedeschi erano padroni dell'isola, che venne completamente occupata il giorno 4.
La Wehrmacht non incontrò mai la Royal Navy durante i combattimenti, e nell'isola vennero trovate dai tedeschi delle bombe per aereo che vennero sganciate successivamente a Lero.

## Prigionieri e crimini di guerra
Membri dell'SBS imbarcarono soldati fino ad una settimana dopo la resa, ma la maggior parte dei britannici (900 soldati per la precisione) vennero presi prigionieri. La sorte dei 2 100 prigionieri italiani invece fu ben diversa: essi vennero considerati dei traditori e 90 ufficiali, tra cui Felice Leggio, furono fucilati. Secondo un'altra fonte invece gli ufficiali fucilati sarebbero stati 96.